# Khan Djahan Lodi
Khan Djahan Lodi (1587-1631) fou un general i governador dels mogols de l'Índia.
Dawlat Khan Lodi fou oficial de l'exèrcit d'Akbar el Gran i nebot del noble afganès anomenat també Dawlat Khan Lodi que havia cridat als mogols a l'Índia. Va tenir un fill, Pir Khan Lodi (de vegades erròniament Mir Khan) i va servir al raja Man Singh i després al príncep Daniyal, nomenat per Akbar com a virrei del Dècan. Mort Daniyal i el seu germà gran, Pir Khan fou cridat a la cort per Jahangir, i allí va rebre el títol de Salabat Khan i un mansab de 3000 dhats (1607), i una mesos després (octubre de 1607) va rebre el títol més elevat de Khan Djahan.
El 1610 fou enviat al Dècan per ajudar al khan khanan Abd al-Rahim Khan contra Malik Ambar, el habshi defensor dels nizamshàhides d'Ahmadnagar, que havia establert el seu quarter a Khirki i per mitjà d'atacs guerrillers causava pèrdues importants als mongols. Abd al-Rahim, que havia promès a l'emperador una victòria ràpida si se li donaven els recursos suficients, va rebre un exèrcit important dirigit per Parwiz, fill de Jahangir, però segons sembla a causa d'una mala coordinació entre els generals, Abd al-Rahim va haver d'acceptar un tractat humiliant amb Malik Anbar el 1610 i aquest darrer va recuperar Ahmadnagar.
Just quan Khan Djahan Lodi va arribar s'acabava de signar el tractat i Abd al-Rahim va caure en desgràcia i fou cridat a la cort i acusat d'incompetència i traïció. Khan Djahan va establir la seva base a Burhanpur i va demanar poders i reforços a l'emperador prometent recuperar Ahmadnagar i Bijapur en dos anys. Fou nomenat governador del Dècan i se li va enviar un exèrcit dirigit per Khan Azam (10.000 infants i 2000 akadis); va planificar un atac coordinat en que Mansingh i l'emir al-umara avançarien per Berar i Khandesh cap a Ahmadnagar, i el subadar (governador) de Gujarat Abd Allah, avançaria per Nasik en la mateixa direcció; però el segon no es va coordinar adequadament amb els altres i va anticipar el seu atac sent derrotat. Malik Anbar va poder dirigir tots els seus homes contra l'altra exèrcit, si bé finalment aquestes forces es van poder retirar amb porques baixes fins a Adilabad, prop de Burhanpur, on era el príncep Parwiz (1611).
Khan Djahan fou destituït i enviat com a thanadar a Thalnir, i Abd al Rahim enviat de nou a la zona (1612) encara que no va poder fer res més que restablir la situació. El 1616 ja recuperat el favor imperial, fou enviat altra vegada al Dècan on el príncep Parwiz fou substituït pel príncep Khurram (després Shah Jahan) al que va rebre el 1617 al riu Narbada.
Khurram va aconseguir un tractat de pau amb Ahmadnagar i Bijapur. L'octubre de 1617 fou rebut per l'emperador al fort de Mandu. El 1620 fou nomenat subadar de Multan, per una possible amenaça d'Abbas I el Gran de Pèrsia a Kandahar. Quan els perses van assetjar Kandahar, Jahangir hi va voler enviar a Khurram però aquest va imposar condicions inacceptables i finalment Kandahar fou perduda. Khan Djahan va retornar a la cort el 1622 i fou nomenat subadar de Gujarat el 1623, sent nomenat poc després atalik del príncep Parwiz en lloc de Mahabat Khan (vers 1625), però a la mort del príncep l'octubre de 1626 se li va concedir el comandament suprem de les forces imperials al Dècan amb títol de sipahsalar.
Mort Malik Anbar (1626) el nou comandant del sultà nizamshàhida va oferir la submissió, però el nou regent d'Ahmadnagar, l'habshi Hamid Khan, no va tardar a reprendre la lluita; Khan Djahan li va fer la guerra en una vigorosa campanya però en lloc d'resoldre el problema, finalment li va concedir la pau i li va retornar els territoris a canvi d'un reduït tribut de tres lakhs i alguns autors sospiten que fou subornat.
A la mort de Jahangir el 28 d'octubre de 1627, Khurram va pujar al tron com a Shah Jahan o Shah Djahan. Khan Djahan el va reconèixer (després d'alguns dubtes) i fou nomenat governador de Berar i Khandesh amb orde de recuperar els territoris perduts als Dècan, però davant la manca d'iniciativa, va des traslladat a Malwa (1628), amb orde de reprimir la revolta Jhudar Singh Bundela en cooperació amb Mahabat Khan.
Després de la campanya fou cridat a la cort on fou acollit fredament i sentint-se amenaçat va fugir (setembre/octubre de 1629); el seu grup fou atrapat prop de Dholpur però ell personalment va aconseguir fugir amb alguns fidels i va arribar a Ahmadnagar passant per Gondwana i Berar. Fou acollit pel sultà Murtada Nizam Shah a Dawlatabad que li va donar en feu la pargana de Bir.
Shah Jahan va sortir d'Agra el desembre de 1629 i les seves forces dirigides per Azam Khan van envair Ahmadnagar; els mongols van obtenir una gran victòria el juliol de 1630. Shah Djahan que lluitava ara contra els mongols, fou derrotat en un xoc menor i va fugir a Shivagaon i va arribar finalment a Dawlatabad on el sultà Murtada estava tancat a la fortalesa; es va dirigir llavors a Malwa i després al Panjab perseguit pels mongols fins al Bundelkhand on el seu lloctinent Darya Khan va morir en un enfrontament amb el cap bundela Bikramajit (gener de 1631).
Khan Djahan va seguir la fuita passant per Kalinjar on el seu fill Hasan fou capturat i mort pels perseguidors mongols; Khan Djahan va acampar llavors a un estany de nom Sihindah on fou atacat pels perseguidors i va morir en el combat.